# アンゾール・キクナーゼ
アンゾール・キクナーゼ（Anzor Levanovich Kiknadze 1934年3月26日-1977年11月17日 ）は、ソビエト連邦グルジア・ソビエト社会主義共和国出身の柔道家。
1963年6月、同年10月12日、13日に行われる東京国際スポーツ大会柔道競技への招待選手に選ばれたことが発表された。
1964年3月4日に行われたモスクワ国際柔道大会では3回戦で日本の猪熊功に41秒で投げ技で敗れた。4月に東ベルリンで行われた第13回ヨーロッパ柔道選手権大会の団体戦では決勝のオランダ戦で後にオリンピックで金メダルを獲得したウィレム・ルスカに優勢勝ちし、ソ連の2年連続優勝に貢献した個人無差別級でもルスカに勝利した。
東京オリンピックの柔道80kg超級に出場、準決勝で日本の猪熊功に体落としで敗れて銅メダルを獲得した。世界柔道選手権大会に2度出場したが1965年大会では準決勝で猪熊功に体落としで敗れ、1967年大会も銅メダルに終わった。
1969年5月9日、現役を引退したことがタス通信より報じられた。

## 主な戦績
(階級表記のない大会は全て重量級での成績)
- 1962年 - ヨーロッパ選手権　アマチュアの部　無差別　優勝
- 1963年 - プレオリンピック　2位
- 1964年 - ヨーロッパ選手権　アマチュアの部　無差別　優勝
- 1964年 - 東京オリンピック　3位
- 1965年 - ヨーロッパ選手権　アマチュアの部　無差別　優勝
- 1965年 - 世界選手権　無差別　3位
- 1966年 - ヨーロッパ選手権　無差別　優勝
- 1967年 - ヨーロッパ選手権　無差別　2位
- 1967年 - 世界選手権　3位
- 1968年 - ヨーロッパ選手権　2位